# EUROAVIA
Die EUROAVIA (European Association of Aerospace Students) ist eine europäische Studenteninitiative, die ihren Ursprung in den Studiengängen der Luft- und Raumfahrttechnik und in ähnlichen Fächern hat. EUROAVIA wurde 1959 gegründet und ist heute ein Verein unter niederländischen Rechtsvorschriften. Zurzeit besteht der Verein aus 37 Gruppen (local groups) in 18 europäischen Ländern mit insgesamt 1600 Mitgliedern.
Ziele aller Aktivitäten ist es, den Bund zwischen Studenten und der Industrie der Luft- und Raumfahrt genauso zu stärken wie die Förderung des Austausches zwischen den unterschiedlichen Kulturen der Mitgliedsländer. Außerdem will der Verein ein stärkeres Bewusstsein über das Potenzial der Luft- und Raumfahrttechnik-Studenten schaffen und ist daher international vertreten.
Ständig organisieren Mitglieder des Vereins internationale Treffen, Workshops und Symposien. Außerdem treffen sich die Mitglieder regelmäßig auf den zwei Hauptversammlungen und auf dem jährlichen Workshop. Der am meisten anerkannte Event der EUROVIA ist  der Design Workshop.

## Geschichte

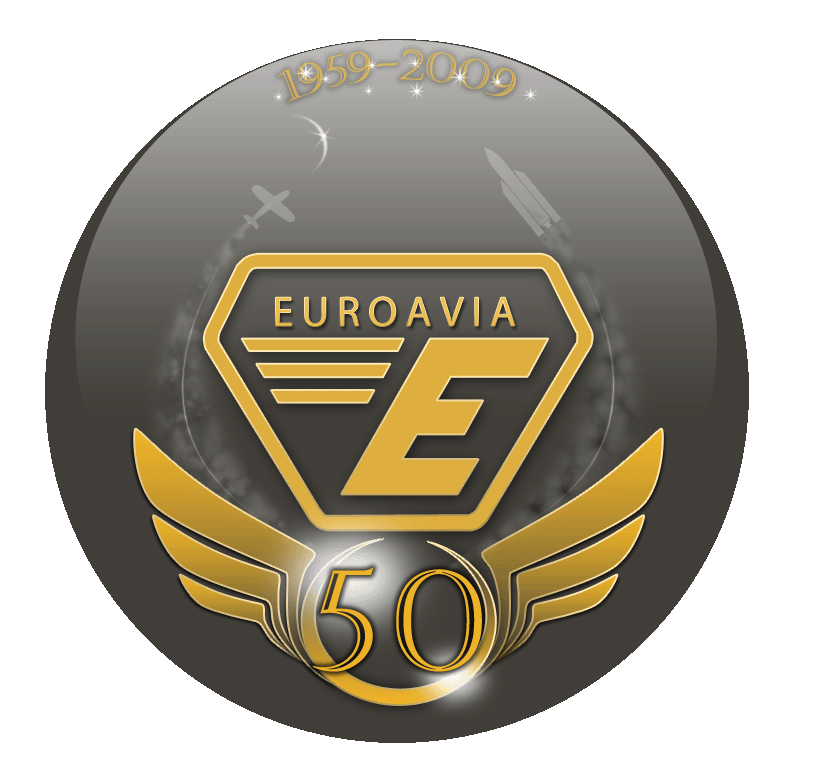
Jubiläums-Logo zum 50. Gründungstag von EUROAVIA

1956 wurde eine Gruppe von Studenten in Aachen aufmerksam auf die unsichere Situation der Luft- und Raumfahrt Industrie aufgrund mangelnder Zusammenarbeit mit größeren Wirtschaftszweigen. Nach langen Diskussionen zwischen Studenten aus Deutschland, Frankreich und den Niederlanden wurde eine Lösung gefunden, die “A good cooperation of aerospace and astronautic industries of different countries, which could result in a powerful industry.” genannt wurde. Dann wurde die Vision dieser Gruppe festgelegt: Die Vereinigung aller europäischer Luft- und Raumfahrttechnik-Studenten könnte helfen diese europäische Zusammenarbeit zu verwirklichen.
Eine aktive Korrespondenz mit Luftfahrttechnik-Professoren aus Belgien, Frankreich und den Niederlanden begann. Folgende Sätze standen am Anfang dieser Korrespondenz:
„Die einzelnen europäischen Nationalstaaten können die für den zukünftigen Fortschritt in der Luft- und Raumfahrttechnik benötigten Ressourcen nicht zur Verfügung stellen. Also ist es unbedingt erforderlich, den anstehenden Problemen und Herausforderungen durch eine gemeinsame Kooperation der europäischen Staaten auf ziviler, militärischer und insbesondere universitärer Ebene zu begegnen.“
Obwohl die Professoren gebeten wurden, die Studenten über die beabsichtigte Gründung einer europäischen Vereinigung zu informieren, meldeten sich nur Studenten aus Paris und Delft. In der Zwischenzeit war der erste grenzüberschreitende Schritt getan! In der ersten Hälfte des Jahres 1958 rekrutierte die Aachener Gruppe vierzehn aktive und hoch motivierte Studenten. Erste Persönliche Kontakte wurden bei dem Besuch französischer und niederländischer Studenten geknüpft. Daneben entstanden weitere Kontakte durch Besuche in Frankreich, Italien und den Niederlanden.
Während eines solchen Treffens wurde ein „comite provisoire“ etabliert. Das Ziel war die Organisation einer verfassungsgebenden Versammlung zur Gründung der geplanten Vereinigung mit dem Namen „EUROAVIA“. Zwischen dem 22. und 28. September 1958 diskutierten Vertreter der Universitäten von Aachen, Delft, Paris und Pisa über die Ziele und Organisation von EUROAVIA. Das Resultat dieses Treffens war die Einberufung der verfassungsgebenden Versammlung von EUROAVIA in Aachen, vom 9. bis zum 17. März 1959.
Die Tage zwischen diesen beiden Treffen waren voll von Arbeit, Schwierigkeiten und Hoffnung. Es war nicht leicht die Leute davon zu überzeugen, dass ihre Unterstützung helfen würde, die Zukunft der Luft- und Raumfahrtbranche zu gestalten.
Vertreter von Aachen, Berlin, Braunschweig, Delft, ENSA und ENICA Paris, Mailand, Pisa, Stuttgart und Turin waren anwesend auf der verfassungsgebenden Versammlung. Alles in allem waren es dreißig Studenten von zehn Universitäten in vier verschiedenen Staaten. Die Statuten wurden am 16. März 1959 vorgestellt und akzeptiert. Offiziell nahm der Verband am 1. Mai 1959 die Arbeit auf.
Im ersten Jahr wurde der Internationale Vorstand durch die lokale Gruppe Aachen vertreten. Jean Roeder wurde der erste Präsident.  Die Ziele des Vorstandes waren, Kontakte zur Wirtschaft und zur Allgemeinheit herzustellen und die Absichten des Verbandes auf andere europäische Länder zu übertragen.

## Aufbau
Der Verband gliedert sich heutzutage in die drei Hauptsäulen: Internationaler Vorstand, Lokale Gruppen und Arbeitsgruppen.
Der Internationale Vorstand (International Board IB) repräsentiert die EUROAVIA auf europäischer Ebene. Der Internationale Vorstand wird während des jährlichen EMEAC (Electoral Meeting of the EUROAVIA Congress) nominiert, der normalerweise im April oder Mai stattfindet. Die Kandidaten des Designated International Board (DIB) bereiten einen Geschäfts- und Finanzplan vor, bevor sie die Arbeiten der Vorgänger während des AMEAC (Annual Meeting of the EUROAVIA Congress) im Oktober übernehmen. Abgesandte der  Local Groups nehmen teil, um diese beiden Kongresse zu bilden.
Mehrere Arbeitsgruppen (Working Groups) wurden für spezielle Langzeitprojekte geschaffen. Sie haben Entscheidungsfreiheit, verfügen über ein eigenes Budget und berichten auf den Kongressen des Verbandes. Manche dieser Gruppen bestehen dauerhaft.

## Internationaler Vorstand
Der Internationale Vorstand ist der leitende Teil des Vereins auf europäischer Ebene. Er überwacht die internationalen Aktivitäten, koordiniert die Arbeitsgruppen, kontrolliert den Finanzplan und ist für alle externen Angelegenheiten auf internationaler Ebene  verantwortlich. Der Internationale Vorstand besteht normalerweise aus 5 Mitgliedern: Er wird geführt von dem Präsidenten, der von einem zweiten Vorsitzenden, dem Kassenwart und von zwei leitenden Mitgliedern unterstützt wird.

### Affiliated Societies

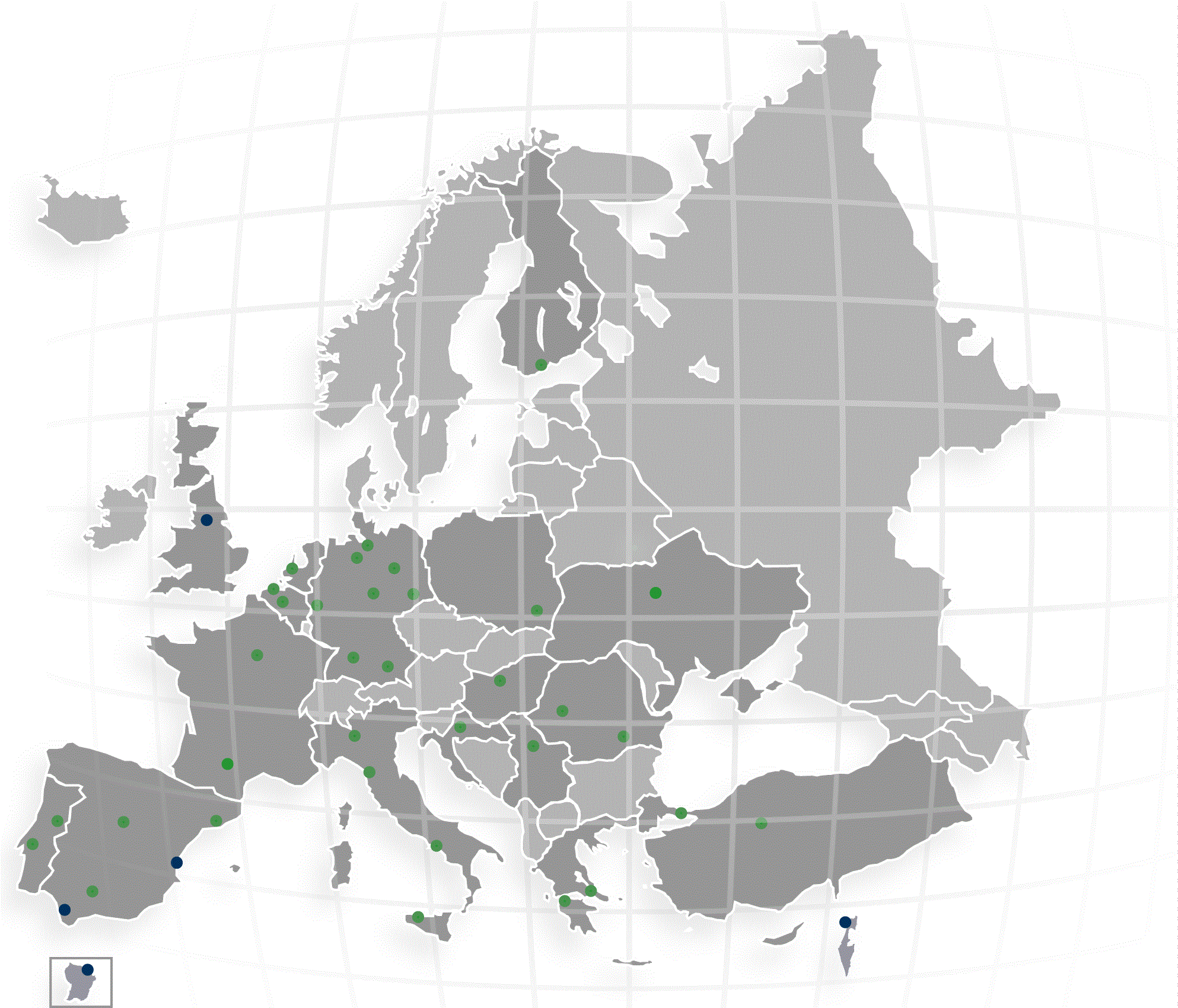
Länder und Städte mit Lokalgruppen

Die 37 lokalen Gruppen der 18 europäischen Länder arbeiten unabhängig auf lokaler Ebene und sind in der Regel an ihre jeweilige Universität angeschlossen.
Lokale Gruppen sind in Aachen, Ankara, Athen, Belgrad, Berlin, Braunschweig, Bremen, Bukarest, Budapest, Cluj-Napoca, Covilhã, Delft, Dresden, Hamburg, Helsinki, Istanbul, Kiew, Löwen, Lissabon, Madrid, Mailand, München, Neapel, Oostende, Palermo, Paris, Patras, Pisa, Rzeszów, Sevilla, Stuttgart, Terrassa, Turin und Zagreb vertreten.
Beitrittskandidaten sind Toulouse und Southampton.
| Land         | Universitäten |
| ------------ | --- |
| Belgien      | Katholische Universität Leuven |
| Kroatien     | Universität Zagreb |
| Finnland     | Technische Universität Helsinki |
| Frankreich   | EPF - École d’ingénieurs |
| Deutschland  | RWTH Aachen, TU Berlin und TH Wildau, TU Braunschweig, Hochschule Bremen, TU Dresden, TU Hamburg, TU München, Universität Stuttgart |
| Griechenland | Technische Universität Athen, Universität Patras                                                                                    |
| Ungarn       | Universität für Technik und Wirtschaft Budapest                                                                                     |
| Italien      | Fachhochschule Mailand, Universität Neapel Federico II, Universität Palermo, Universität Pisa, Fachhochschule Turin                 |
| Niederlande  | Technische Universität Delft |
| Polen        | Technische Universität Rzeszów |
| Portugal     | Technische Universität Lissabon, Hochschule Covilhã                                                                                 |
| Rumänien     | Fachhochschule Bukarest, Technische Universität Cluj-Napoca                                                                         |
| Serbien      | Universität Belgrad |
| Spanien      | Fachhochschule Katalonien, Universität Sevilla                                                                                      |
| Türkei       | Technische Universität Istanbul, Technische Universität Ankara,                                                                     |
| Ukraine      | Fachhochschule Kiew |

Ehemalige lokale Gruppen sind London, Southampton, Haarlem, Stockholm, Wien, Haifa, Warschau, Madrid und Toulouse.

### Arbeitsgruppen
Die Arbeitsgruppen der EUROAVIA in verschiedenen Bereichen dienen dazu, die Funktionalität innerhalb dieser großen Vereinigung zu gewährleisten.

#### EUROAVIA News
Die offizielle, quartalsweise veröffentlichte Zeitschrift des Vereins, die an Mitglieder und Sponsoren versandt wird, heißt EUROAVIA News. Sie wird von einer dauerhaften Working Group der Lokalgruppe aus Delft veröffentlicht.

#### Newsletter
Der monatliche Newsletter  wird in digitaler Form verteilt und gibt jedem Mitglied die Möglichkeit, sich selbst zu beteiligen.

#### EUROAVIA Young Engineers (EYE)
Die Working Group EYE sammelt ständig Angebote für Praktika oder Ausbildungsmöglichkeiten und stellt sie auf einer Webseite in Form einer Datenbank dem User zur Verfügung. Des Weiteren wird die Datenbank erweitert, um Bewerbungen und Lebensläufe hinterlegen zu können, so dass Unternehmen können sie als Rekrutierungsplattform nutzen können.

#### EUROAVIA Alumni Network (EAN)
Dieses Netzwerk zur Kommunikation zwischen EUROAVIA als Organisation und den graduierten und früheren Mitgliedern wurde durch Eigeninitiative früherer Mitglieder der EUROAVIA gegründet. Verschiedene Konzepte, wie man Alumni mit in die Vereinsarbeit einbinden kann, werden gerade ausgewertet, um dann in naher Zukunft angewendet werden zu können.

#### Public Relations (PR)
Die Public Relation Working Group betreibt die Kommunikation innerhalb der Organisation sowie auch mit angeschlossenen und unterstützenden Unternehmen, Institutionen, Universitäten, anderen nichtstaatlichen Organisationen und der Presse. Sie wurde als Folge des EMEAC 2008 in Rzeszów gegründet und ist die jüngste Working Group der EUROAVIA.

#### Air Show
Die Air Show Working Group ist auf beiden führenden europäischen Luftfahrtmessen, der Pariser Luftfahrtschau und der ILA in Berlin, vertreten. Zu den Aufgaben dieser Gruppe gehören u. a. die Organisation des Messestands, der Messe im Allgemeinen und die Koordination aller anwesenden Mitglieder.
Im Jahre 2009 war EUROAVIA zum ersten Mal auf der AERO in Friedrichshafen vertreten.

#### Central Archive (CA)
Alle digital veröffentlichten und gedruckten Dokumente der Organisation werden in einem Archiv, welches von einer speziellen Working Group verwaltet wird, gespeichert. Das Archiv speichert digitale Medien auf einem Server in Delft und Dokumente aus Papier in Aachen. Für jedes Mitglied besteht die Möglichkeit dieses Archiv für lokale, internationale oder private Zwecke zu nutzen.
Nach einer Entscheidung des AMEAC 2009 in Aachen verlor das Central Archive seine Unabhängigkeit und gehört seitdem zur IT Working Group. Die Ziele des Central Archive haben sich jedoch nicht verändert.

#### Information Technology (IT)
Eine Gruppe motivierter und erfahrener Mitglieder stellt sicher, dass die Homepage aktuell bleibt und die digitale Kommunikation wie Forum und Mailing Listen funktionieren.

## Tätigkeiten
Die Mitglieder der Vereinigung organisieren regelmäßig internationale Versammlungen, Workshops und Symposien. Außerdem treffen sich die Mitglieder von EUROAVIA auch regelmäßig auf ihren zwei Hauptversammlungen und einem jährlichen Workshop. Das am meisten anerkannte Ereignis der Vereinigung ist jedoch der Designworkshop.

### Kongresse (EMEAC and AMEAC)
Zweimal im Jahr versammelt sich der Verein auf allgemeine interne Treffen. Diese finden normalerweise innerhalb einwöchigen Veranstaltungen statt und bieten während vier Tage eindeutige Geschäftstreffen.
Der EMEAC (Electoral Meeting of the EUROAVIA Congress) wird im Frühling von einer Local Group veranstaltet. Außer relevanter Themen und Entscheidungen innerhalb des Vereins beinhaltet das Programm auch Diskussionsgespräche und die Wahl des DIB (Designated International Board), welcher an der Spitze des Verbands ab Herbst arbeiten wird.
Der AMEAC (Annual Meeting of the EUROAVIA Congress), welcher im Herbst stattfindet, bedeutet den Amtsanfang des Internationalen Vorstands und bietet auch die Möglichkeit zur Diskussion über offene oder ungeklärte Themen und Fragen.
Beide Kongresse sind sehr wichtige Punkte während des Geschäftsjahres von EUROAVIA und es ist die Aufgabe des Internationalen Vorstands ein Gastgeber-Land zu finden und alle Treffen und Diskussionen vorzubereiten und zu führen.

### Design Workshop (DeWo)
| EUROAVIA Design Workshops | EUROAVIA Design Workshops |
| Jahr                      | Industriepartner          |
| ------------------------- | ------------------------- |
| 1991                      | Dornier                   |
| 1992                      | ESA/ESTEC                 |
| 1994                      | Aérospatiale              |
| 1995                      | ESA/ESTEC                 |
| 1997                      | Rolls-Royce               |
| 1999                      | British Aerospace         |
| 2001                      | Carlo Gavazzi Aerospace   |
| 2004                      | British Aerospace         |
| 2005                      | AgustaWestland            |
| 2006                      | ESA                       |
| 2007                      | Rolls-Royce               |

Etwa jedes zweite Jahr organisiert ein Team vom Verein, zusammen mit einem unterstützenden Unternehmen und einer Gastgeber-Universität, einen dreiwöchigen Workshop mit dem Ziel eines bestimmten vorläufigen Entwurfs. Ein paar Monate vor der Veranstaltung, welche normalerweise im Sommer stattfindet, wird ein Entwurfwettbewerb für alle interessierenden Studenten errichtet – sowohl für Mitglieder als auch für Nicht-Mitglieder.
In diesem Wettbewerb müssen alle Teilnehmer eine kleine Ausarbeitung über das gegebene Entwurfsthema abgeben, welche von einer Jury aus Professoren oder Industriexperten beurteilt wird.
Die erfolgreichen Teilnehmer dieses Wettbewerbs werden dann zum Workshop eingeladen, wo sie von Fachkräften und Experten auf den praktischen Entwurf  über das gegebene Thema vorbereitet werden. Am Ende wird der beste vorläufige Entwurf (oder mehrere Entwürfe) vorgestellt und dient als Basis für eine weitere Entwicklung innerhalb des Unternehmens.
Außer der technischen Erfahrung, die die Teilnehmer sammeln, haben die Studenten die Möglichkeit, sich untereinander und die Gastgeber-Stadt kennenzulernen.
Dieser Event, der von einer Working Group (WG) organisiert wird, bietet den Teilnehmern nicht nur den Workshop und ein dreiwöchiges Programm an, sondern finanziert auch die meisten Ausgaben (ausgenommen die Hin- und Rückreise).

### Formation Workshop
Der Formation Workshop ist EUROAVIA‘s interne Trainingsmaßnahme mit dem Ziel, die Qualität der Aktionen von EUROAVIA zu erhöhen. Ob bei der Organisation internationaler Events, dem Betrieb eines lokalen Vorstands, oder sogar der Mitgliedermotivation. Der Formation Workshop ist der Beweis dafür, dass EUROAVIA zwar eine solide, bis zurück in das Jahr 1959 reichende Tradition hat, sich aber keinesfalls auf den Lorbeeren der Vergangenheit auszuruhen gedenkt.

### Symposium
Im Vergleich zu einem Fly-In hat ein Symposium, welches ebenfalls eine Woche dauert und an welchem ca. 30 Personen teilnehmen, eher einen technischen Hintergrund. Zu einem bestimmten Thema werden dabei Vorträge gehalten und die Teilnehmer erhalten die Möglichkeit ihr Wissen durch Workshops zu erweitern. Das Programm wird durch kulturelle Ausflüge und Exkursionen abgerundet.

### Air Cargo Challenge
Die Air Cargo Challenge ist ein Wettbewerb für Studenten der Ingenieurs- und Naturwissenschaften oder bereits diplomierte Ingenieure und wurde ins Leben gerufen, um das Interesse an der Luftfahrt zu fördern und eine Plattform zu bieten, die eigenen Fähigkeiten und Fertigkeiten unter Beweis zu stellen. Um an der Air Cargo Challenge teilzunehmen, muss eine Mannschaft mit 3 bis 6 Mitgliedern, einem Piloten und einem verantwortlichen Professor ein ferngesteuertes Flugzeug entwerfen, dokumentieren, bauen und fliegen, welches eine größtmögliche Nutzlast tragen kann.
Dabei schließt sie eine breite Reihe von Herausforderungen ein, welche die Studenten in ihrem zukünftigen Berufsleben finden werden. Diese sind technischer, zwischenmenschlicher und finanzieller Natur, aber auch strikten Meilensteinen muss begegnet werden.

### Fly-In
Ein Fly-In ist das Treffen von ca. 30 international zusammengesetzten EUROAVIA-Mitgliedern bei einer Local Group. Diese finden mehrmals jährlich statt und dauern normalerweise eine Woche. Die austragende Ortsgruppe („Affiliated Society“) nutzt dies um den Teilnehmern die Sehenswürdigkeiten ihrer Stadt sowie interessante Firmen in der Nähe zu zeigen. Zusätzlich zu den Exkursionen sind der interkulturelle Austausch und das Team-Building unter den Studenten einer der Hauptaugenmerke.

### Cultural Exchange (CE)
Ein kultureller Austausch bietet einer kleinen Anzahl von Mitgliedern (10–20) von einer der Ortsgruppen die Möglichkeit, eine sich in der Nähe befindende andere Gruppe zu besuchen. Dieser Austausch dauert bis zu vier Tage und besteht hauptsächlich aus einem kulturellen Programm.

## Partnerorganisationen
Im Rahmen des Informal Forum of International Student Organisations (IFISO)  arbeitet EUROAVIA mit anderen Studentenorganisationen aus verschiedenen Gebieten in Bezug auf das Management und die Weiterentwicklung von Studentenvereinigungen zusammen.